# فاتح (جليكخان)
فاتح (بالتركية: Fatih)‏ هي قرية تتبع إداريّاً لمديرية جليكخان في محافظة أديامان التركية، بلغ عدد سكانها 117 نسمة في عام 2021.